# Premi e riconoscimenti di Bryan Adams
Questa è la lista che riassume i premi e le candidature ottenuti da Bryan Adams.
Bryan Adams alla consegna della sua stella nella Hollywood Walk of Fame ha dichiarato:
"L'idea di essere parte di esso non è mai entrato nella mia mente. Era troppo inverosimile. Oggi, io sono umiliato a induzione del mio nome. E 'fantastico. "»
(Bryan Adams)
Bryan Adams ha vinto 20 Juno Awards tra le 61 nomination, tra cui vince come miglior artista maschile nel 2000 e nel Male Vocalist of the Year nel 1997 e ogni anno dal 1983 al 1987.
Adams ha anche avuto 16 nomination ai Grammy Award tra cui una vittoria per il miglior Canzone scritta appositamente per un film o la televisione per (Everything I Do) I Do It for You ai Grammy Awards nel 1992. Adams ha inoltre ricevuto premi e nomination in American Music Award, MTV Video Music Awards e Golden Globe. La partnership Adams-Vallance, ha generato il maggior numero di SOCAN Awards nella storia: 28.
È stato anche inserito nella Canada's Walk of Fame nel 1998
(Bryan Adams)

## Premi cinematografici e televisivi
Principali 
- Premio Oscar
  - 1992 - Candidatura come migliore canzone per (Everything I Do) I Do It for You - Robin Hood - Principe dei ladri
  - 1996 - Candidatura come migliore canzone per Have You Ever Really Loved a Woman? - Don Juan De Marco - Maestro d'amore
  - 1997 - Candidatura come migliore canzone per I Finally Found Someone - L'amore ha due facce
- Emmy Awards
  - 2008 - Outstanding Writing For A Variety, Music Or Comedy Program per The Colbert Report (Comedy Central)[24]

- Golden Globe[25]
  - 1992 - Candidatura come migliore canzone originale per (Everything I Do) I Do It for You
  - 1996 - Candidatura come migliore canzone originale per Have You Ever Really Loved a Woman?
  - 1997 - Candidatura come migliore canzone originale per I Finally Found Someone
  - 2003 - Candidatura come migliore canzone originale per Here I Am
  - 2007 - Candidatura come migliore canzone originale per Never Gonna Break My Faith

 Altri premi 
- Satellite Award
  - 2006 - Candidatura come migliore canzone originale per Never Let Go[26]

## Premi musicali
- American Music Award[27]
  - 1992 - Candidatura come Favorite Pop/Rock Male Artist
  - 1992 - Favorite Pop/Rock Single per (Everything I Do) I Do It for You
  - 1997 - Candidatura come Favorite Pop/Rock Male Artist

- APRA Music Awards
  - 1992 - Most Performed Foreign Work per (Everything I Do) I Do It for You[28]
  - 1994 - Candidatura come Most Performed Foreign Work per Please Forgive Me[29]

 ASCAP Film and Television Music Awards 
| Anno | Categoria                                 | Nomination                          | Risultato       |
| ---- | ----------------------------------------- | ----------------------------------- | --------------- |
| 1992 | Most Performed Songs from Motion Pictures | (Everything I Do) I Do It for You   | Vincitore/trice |
| 1995 | Most Performed Songs from Motion Pictures | All for Love                        | Vincitore/trice |
| 1996 | Most Performed Songs from Motion Pictures | Have You Ever Really Loved a Woman? | Vincitore/trice |
| 1998 | Most Performed Songs from Motion Pictures | I Finally Found Someone             | Vincitore/trice |
| 2003 | Top Box Office Films                      | Here I Am                           | Vincitore/trice |

 BMI Songwriter Awards 
È un riconoscimento assegnato annualmente dall'organizzazione statunitense Broadcast Music Incorporated (BMI), composta da oltre 250 000 membri tra compositori, scrittori di canzoni e persone legate al mondo della musica.
| Anno | Categoria                                                  | Nomination           | Risultato       |
| ---- | ---------------------------------------------------------- | -------------------- | --------------- |
| 1985 | Citation of Achievement for significant U.S. radio airplay | Heaven               | Vincitore/trice |
| 1985 | Citation of Achievement for significant U.S. radio airplay | Summer of '69        | Vincitore/trice |
| 1985 | Citation of Achievement for significant U.S. radio airplay | Run to You           | Vincitore/trice |
| 1986 | Citation of Achievement for significant U.S. radio airplay | When the Night Comes | Vincitore/trice |

 Bravo Otto 
È un premio istituito in Germania nel 1957 ed assegnato annualmente a personaggi del mondo dello spettacolo.Per ogni categoria vengono assegnati tre premi: un "Bravo Otto d'oro", un "Bravo Otto d'argento" e un "Bravo Otto di bronzo". 
| Anno | Categoria         | Nomination           | Risultato       |
| ---- | ----------------- | -------------------- | --------------- |
| 1991 | Cantante maschile | Bravo Otto d'oro     | Vincitore/trice |
| 1992 | Cantante maschile | Bravo Otto di bronzo | Vincitore/trice |
| 1994 | Cantante maschile | Bravo Otto di bronzo | Vincitore/trice |

 Canadian Country Music Association (CCMA) 
| Anno | Categoria                                            | Nomination                   | Risultato   |
| ---- | ---------------------------------------------------- | ---------------------------- | ----------- |
| 2023 | Songwriter of the Year – "The Thing That Wrecks You" | Bryan Adams & Tenille Townes | Candidato/a |
| 2023 | Video of the Year – "The Thing That Wrecks You       | Bryan Adams & Tenille Townes | Candidato/a |

 Canadian Screen Awards 
Sono premi assegnati annualmente dall'Academy of Canadian Cinema & Television, che riconoscono l'eccellenza nel cinema canadese, nella televisione in lingua inglese e nelle produzioni di media digitali.
| Anno | Categoria                             | Nomination                   | Risultato       |
| ---- | ------------------------------------- | ---------------------------- | --------------- |
| 2018 | Best Host in a Live Program or Series | Bryan Adams & Russell Peters | Vincitore/trice |

 CMT Music Award 
Nel 2010 Adams ha ricevuto una nomination ai CMT Music Awards per il suo duetto con Jason Aldean dei CMT Crossroads.
| Anno | Categoria                                | Nomination               | Risultato   |
| ---- | ---------------------------------------- | ------------------------ | ----------- |
| 2010 | Collaborative Video of the Year – Heaven | Bryan Adams&Jason Aldean | Candidato/a |

- Echo
  - 1995 - Miglior artista internazionale maschile

 Grammy Awards 
I Grammy Awards vengono assegnati ogni anno dalla National Academy of Recording Arts and Sciences degli Stati Uniti. Adams ha vinto un Grammy ed è stato candidato 16 volte.
Nel 1992, Michael Kamen ha vinto un Grammy Awards per la Best Pop Instrumental Performance per Robin Hood - Principe dei ladri; Adams ha ricevuto un riconoscimento American Paper Institute Environmental Award per Waking Up the Neighbours.
| Anno | Categoria                                                                | Nomination                                  | Risultato       |
| ---- | ------------------------------------------------------------------------ | ------------------------------------------- | --------------- |
| 1986 | Best Rock Vocal Performance Male                                         | Reckless                                    | Candidato/a     |
| 1986 | Best Rock Vocal Performance by a Duo or Group                            | It's Only Love                              | Candidato/a     |
| 1992 | Record of the Year                                                       | (Everything I Do) I Do It for You           | Candidato/a     |
| 1992 | Song of the Year                                                         | (Everything I Do) I Do It for You           | Candidato/a     |
| 1992 | Best Pop Vocal Performance - Male                                        | (Everything I Do) I Do It for You           | Candidato/a     |
| 1992 | Best Song Written for a Motion Picture, Television or Other Visual Media | (Everything I Do) I Do It for You           | Vincitore/trice |
| 1992 | Best Rock Performance                                                    | There Will Never Be Another Tonight         | Candidato/a     |
| 1992 | Best Rock Performance                                                    | Can't Stop This Thing We Started            | Candidato/a     |
| 1992 | Best Rock Song                                                           | Can't Stop This Thing We Started            | Candidato/a     |
| 1995 | Best Pop Collaboration with Vocals                                       | All for Love                                | Candidato/a     |
| 1996 | Best Pop Vocal Performance                                               | Have You Ever Really Loved a Woman?         | Candidato/a     |
| 1996 | Best Song Written for a Motion Picture, Television or Other Visual Media | Have You Ever Really Loved a Woman?         | Candidato/a     |
| 1997 | Best Male Pop Vocal Performance                                          | Let's Make a Night to Remember              | Candidato/a     |
| 1997 | Best Rock Vocal Performance - Male                                       | The Only Thing That Looks Good on Me Is You | Candidato/a     |
| 1998 | Best Pop Collaboration with Vocals                                       | I Finally Found Someone                     | Candidato/a     |
| 2023 | Miglior interpretazione rock                                             | So Happy It Hurts                           | Candidato/a     |

GMA Dove Award
Il GMA Dove Award è un premio musicale assegnato dalla Gospel Music Association (GMA) e dedicato al settore della musica sacra.
| Anno | Evento         | Categoria          | Nomination  | Risultato       |
| ---- | -------------- | ------------------ | ----------- | --------------- |
| 2017 | GMA Dove Award | Artist of the Year | Bryan Adams | Vincitore/trice |

Ivor Novello Awards
L'Ivor Novello Awards, così chiamato in ricordo dell'artista Ivor Novello, è un premio dedicato ai compositori e agli scrittori musicali.
| Anno | Categoria                                                        | Nomination                          | Risultato       |
| ---- | ---------------------------------------------------------------- | ----------------------------------- | --------------- |
| 1992 | Award in Recognition of the Exceptional Success of a Single Song | (Everything I Do) I Do It for You   | Vincitore/trice |
| 1996 | Best Song Included in a Film or Television Programme             | Have You Ever Really Loved a Woman? | Vincitore/trice |
| 2016 | PRS for Music Special International Award                        | Bryan Adams                         | Vincitore/trice |

 Juno Awards 
I Juno Awards sono consegnati ogni anno agli artisti e band musicali canadesi di riconoscere le loro realizzazioni artistiche e tecniche in tutti gli aspetti della musica. Adams ha vinto 20 premi su 62 nomination.
| Anno | Categoria                                | Nomination                                                                 | Risultato       |
| ---- | ---------------------------------------- | -------------------------------------------------------------------------- | --------------- |
| 1980 | Most Promising Male Vocalist of the Year | Bryan Adams                                                                | Candidato/a     |
| 1981 | Most Promising Male Vocalist of the Year | Bryan Adams                                                                | Candidato/a     |
| 1983 | Male Vocalist of the Year                | Bryan Adams                                                                | Vincitore/trice |
| 1984 | Album of the Year                        | Cuts Like a Knife                                                          | Vincitore/trice |
| 1984 | Single of the Year                       | Straight from the Heart                                                    | Candidato/a     |
| 1984 | Single of the Year                       | Cuts Like a Knife                                                          | Candidato/a     |
| 1984 | Male Vocalist of the Year                | Bryan Adams                                                                | Vincitore/trice |
| 1984 | Composer of the Year                     | Straight from the Heart                                                    | Candidato/a     |
| 1984 | Composer of the Year                     | Cuts Like a Knife                                                          | Vincitore/trice |
| 1984 | Producer of the Year                     | Cuts Like a Knife                                                          | Vincitore/trice |
| 1985 | Album of the Year                        | Reckless                                                                   | Vincitore/trice |
| 1985 | Male Vocalist of the Year                | Reckless                                                                   | Vincitore/trice |
| 1985 | Composer of the Year                     | Reckless                                                                   | Vincitore/trice |
| 1985 | Producer of the Year                     | Reckless                                                                   | Candidato/a     |
| 1985 | Single of the Year                       | Run to You                                                                 | Candidato/a     |
| 1986 | Single of the Year                       | Diana                                                                      | Candidato/a     |
| 1986 | Male Vocalist of the Year                | Bryan Adams                                                                | Vincitore/trice |
| 1986 | Composer of the Year                     | Bryan Adams                                                                | Candidato/a     |
| 1987 | Single of the Year                       | Heat of the Night                                                          | Candidato/a     |
| 1987 | Male Vocalist of the Year                | Into the Fire                                                              | Vincitore/trice |
| 1987 | Composer of the Year                     | Into the Fire                                                              | Candidato/a     |
| 1987 | Producer of the Year                     | Into the Fire                                                              | Candidato/a     |
| 1987 | Album of the Year                        | Into the Fire                                                              | Candidato/a     |
| 1987 | Canadian Entertainer of the Year         | Bryan Adams                                                                | Vincitore/trice |
| 1989 | Canadian Entertainer of the Year         | Bryan Adams                                                                | Candidato/a     |
| 1992 | Album of the Year                        | Waking Up the Neighbours                                                   | Candidato/a     |
| 1992 | Canadian Entertainer of the Year         | Bryan Adams                                                                | Vincitore/trice |
| 1992 | Male Vocalist of the Year                | Bryan Adams                                                                | Candidato/a     |
| 1992 | Songwriter of the Year                   | Bryan Adams                                                                | Candidato/a     |
| 1992 | International Achievement Award          | Bryan Adams                                                                | Vincitore/trice |
| 1992 | Single of the Year                       | (Everything I Do) I Do It for You                                          | Candidato/a     |
| 1992 | Single of the Year                       | Can't Stop This Thing We Started                                           | Candidato/a     |
| 1992 | Producer of the Year                     | (Everything I Do) I Do It for You Can't Stop This Thing We Started         | Vincitore/trice |
| 1993 | Canadian Entertainer of the Year         | Bryan Adams                                                                | Candidato/a     |
| 1993 | Best Selling Album                       | Waking Up the Neighbours                                                   | Vincitore/trice |
| 1993 | Single of the Year                       | Thought I'd Died and Gone to Heaven                                        | Candidato/a     |
| 1993 | Songwriter of the Year                   | Waking Up the Neighbours                                                   | Candidato/a     |
| 1995 | Single of the Year                       | Please Forgive Me                                                          | Candidato/a     |
| 1995 | Songwriter of the Year                   | Bryan Adams                                                                | Candidato/a     |
| 1996 | Levi's Entertainer of the Year           | Bryan Adams                                                                | Candidato/a     |
| 1996 | Single of the Year                       | Have You Ever Really Loved a Woman?                                        | Candidato/a     |
| 1996 | Songwriter of the Year                   | Have You Ever Really Loved a Woman?                                        | Candidato/a     |
| 1996 | Producer of the Year                     | Have You Ever Really Loved a Woman?                                        | Candidato/a     |
| 1997 | Album of the Year                        | 18 til I Die                                                               | Candidato/a     |
| 1997 | Male Vocalist of the Year                | 18 til I Die                                                               | Vincitore/trice |
| 1997 | Songwriter of the Year                   | 18 til I Die                                                               | Candidato/a     |
| 1997 | Producer of the Year                     | The Only Thing That Looks Good on Me Is You Let's Make a Night to Remember | Candidato/a     |
| 1999 | Best Songwriter                          | On a Day Like Today                                                        | Vincitore/trice |
| 1999 | Best Songwriter                          | C'mon, C'mon, C'mon How Do Ya Feel Tonight                                 | Candidato/a     |
| 2000 | Best Album                               | On a Day Like Today                                                        | Candidato/a     |
| 2000 | Best Pop/Adult Album                     | On a Day Like Today                                                        | Candidato/a     |
| 2000 | Best Male Artist                         | Bryan Adams                                                                | Vincitore/trice |
| 2001 | Best Songwriter                          | The Best of Me                                                             | Candidato/a     |
| 2005 | Artist of the Year                       | Room Service                                                               | Candidato/a     |
| 2005 | CD/DVD Artwork Design of the Year        | Room Service                                                               | Candidato/a     |
| 2006 | Canadian Music Hall of Fame              | Bryan Adams                                                                | Vincitore/trice |
| 2009 | Artist of the Year                       | Bryan Adams                                                                | Candidato/a     |
| 2015 | Artist of the Year                       | Bryan Adams                                                                | Candidato/a     |
| 2016 | Rock Album of the Year                   | Get Up                                                                     | Candidato/a     |
| 2020 | Album Of The Year                        | Shine a Light                                                              | Candidato/a     |
| 2020 | Adult Contemporary Album Of The Year     | Shine a Light                                                              | Vincitore/trice |
| 2020 | Bryan Adams                              | Candidato/a                                                                |                 |

 MTV Europe Music Awards 
| Anno | Evento                       | Categoria                                          | Nomination  | Risultato       |
| ---- | ---------------------------- | -------------------------------------------------- | ----------- | --------------- |
| 1994 | MTV Europe Music Awards 1994 | MTV Europe Music Award al miglior artista maschile | Bryan Adams | Vincitore/trice |

 MTV Video Music Awards 
Gli MTV Video Music Awards è la cerimonia annuale di premiazione fondata nel 1984 da MTV. Adams è stato candidato 11 volte e ha ricevuto un premio.
| Anno | Categoria                    | Nomination                                  | Risultato       |
| ---- | ---------------------------- | ------------------------------------------- | --------------- |
| 1985 | Best Direction               | Run to You                                  | Candidato/a     |
| 1985 | Best Special Effects         | Run to You                                  | Candidato/a     |
| 1985 | Best Art Direction           | Run to You                                  | Candidato/a     |
| 1985 | Best Editing                 | Run to You                                  | Candidato/a     |
| 1985 | Best Cinematography          | Run to You                                  | Candidato/a     |
| 1985 | Best Cinematography          | Heaven                                      | Candidato/a     |
| 1986 | Best Stage Performance Video | It's Only Love                              | Vincitore/trice |
| 1986 | Best Male Video              | Summer of '69                               | Candidato/a     |
| 1991 | Best Video from a Film       | (Everything I Do) I Do It for You           | Candidato/a     |
| 1995 | Best Video from a Film       | Have You Ever Really Loved a Woman?         | Candidato/a     |
| 1996 | Best Male Video              | The Only Thing That Looks Good on Me Is You | Candidato/a     |

 MuchMusic Video Awards 
| Anno | Nomina                     | Premio                                     | Risultato                                   |                 |
| ---- | -------------------------- | ------------------------------------------ | ------------------------------------------- | --------------- |
| 1992 | MuchMusic Video Awards     | Special Achievement Award                  | Bryan Adams                                 | Vincitore/trice |
| 1993 | Canadian Music Video Award | Best Foreign Video by a Canadian           | Do I Have to Say the Words?                 | Candidato/a     |
| 1994 | Canadian Music Video Award | Best Foreign Video by a Canadian           | Please Forgive Me                           | Vincitore/trice |
| 1995 | Canadian Music Video Award | Best Foreign Video By A Canadian           | Have You Ever Really Loved a Woman?         | Candidato/a     |
| 1995 | Canadian Music Video Award | People's Choice: Favourite Male Artist     | Have You Ever Really Loved a Woman?         | Vincitore/trice |
| 1995 | Canadian Music Video Award | People's Choice: Favourite Video           | Have You Ever Really Loved a Woman?         | Candidato/a     |
| 1996 | MuchMusic Video Awards     | People's Choice: Favourite Video           | The Only Thing That Looks Good on Me Is You | Candidato/a     |
| 1996 | MuchMusic Video Awards     | People's Choice: Favourite Male Artist     | Bryan Adams                                 | Candidato/a     |
| 1997 | MuchMusic Video Awards     | People's Choice: Favourite Canadian Artist | Let's Make a Night to Remember              | Candidato/a     |
| 1998 | MuchMusic Video Awards     | People's Choice: Favourite Canadian Artist | I'm Ready                                   | Candidato/a     |
| 1999 | MuchMusic Video Awards     | People's Choice: Favourite Canadian Artist | Bryan Adams                                 | Candidato/a     |
| 1999 | MuchMusic Video Awards     | MuchMoreMusic Artist Award                 | Bryan Adams                                 | Candidato/a     |

NME Awards
Gli NME Awards sono premi musicali conferiti annualmente dalla rivista musicale britannica New Musical Express.
| Anno | Evento     | Categoria    | Nomination                        | Risultato       |
| ---- | ---------- | ------------ | --------------------------------- | --------------- |
| 1991 | NME Awards | Worst Single | (Everything I Do) I Do It for You | Vincitore/trice |

Silver Clef Award
È un prestigioso premio che viene consegnato annualmente dal 1976 ad artisti della scena musicale rock del Regno Unito che si sono distinti per l'eccezionale contributo alla musica.
| Anno | Categoria                 | Nomination  | Risultato       |
| ---- | ------------------------- | ----------- | --------------- |
| 2008 | Ambassadors of Rock Award | Bryan Adams | Vincitore/trice |

SOCAN Awards
Il SOCAN Awards è un evento annuale, che si tiene sia a Toronto che a Montréal, che celebra i successi di cantautori, compositori e pubblicazioni musicali dei membri anglofoni e francofoni.
SOCAN è il risultato di una fusione avvenuta nel 1990 tra la Composers, Authors and Publishers Association of Canada (CAPAC) e la Performing Rights Organization of Canada (PROCAN).
| Anno | Evento       | Categoria                                                       | Nomination                            | Risultato       |
| ---- | ------------ | --------------------------------------------------------------- | ------------------------------------- | --------------- |
| 1979 | Procan Award | Canadian radio airplay                                          | Let Me Take You Dancing               | Vincitore/trice |
| 1982 | Procan Award | Canadian radio airplay                                          | Coming Home                           | Vincitore/trice |
| 1983 | Procan Award | Canadian radio airplay                                          | Cuts Like a Knife                     | Vincitore/trice |
| 1983 | Procan Award | Canadian radio airplay                                          | This Time                             | Vincitore/trice |
| 1984 | Procan Award | Canadian radio airplay                                          | Run to You                            | Vincitore/trice |
| 1984 | Procan Award | Canadian radio airplay                                          | Heaven                                | Vincitore/trice |
| 1984 | Procan Award | Canadian radio airplay                                          | The Best Was Yet to Come              | Vincitore/trice |
| 1985 | Procan Award | Canadian radio airplay                                          | Edge of a Dream                       | Vincitore/trice |
| 1985 | Procan Award | Canadian radio airplay                                          | Summer of '69                         | Vincitore/trice |
| 1985 | Procan Award | Canadian radio airplay                                          | Somebody                              | Vincitore/trice |
| 1985 | Procan Award | Canadian radio airplay                                          | Tears Are Not Enough                  | Vincitore/trice |
| 1992 | SOCAN Awards | International Song                                              | (Everything I Do) I Do It for You     | Vincitore/trice |
| 1993 | SOCAN Awards | Pop/Rock Music                                                  | Do I Have to Say the Words?           | Vincitore/trice |
| 1995 | SOCAN Awards | SOCAN Classics Award per oltre 100.000 passaggi radio in Canada | Straight from the Heart (Bryan Adams) | Vincitore/trice |
| 1995 | SOCAN Awards | SOCAN Classics Award per oltre 100.000 passaggi radio in Canada | The Best Was Yet to Come              | Vincitore/trice |
| 1995 | SOCAN Awards | SOCAN Classics Award per oltre 100.000 passaggi radio in Canada | Heaven                                | Vincitore/trice |
| 1996 | SOCAN Awards | International Song                                              | Have You Ever Really Loved a Woman?   | Vincitore/trice |
| 1999 | SOCAN Awards | Pop/Rock Music                                                  | I'm Ready                             | Vincitore/trice |
| 2000 | SOCAN Awards | International Song                                              | On a Day Like Today                   | Vincitore/trice |
| 2000 | SOCAN Awards | SOCAN Classics Award per oltre 100.000 passaggi radio in Canada | Summer of '69                         | Vincitore/trice |
| 2004 | SOCAN Awards | SOCAN Classics Award per oltre 100.000 passaggi radio in Canada | Run to You                            | Vincitore/trice |
| 2004 | SOCAN Awards | SOCAN Classics Award per oltre 100.000 passaggi radio in Canada | Somebody                              | Vincitore/trice |
| 2007 | SOCAN Awards | SOCAN Classics Award per oltre 100.000 passaggi radio in Canada | I'm Ready                             | Vincitore/trice |
| 2007 | SOCAN Awards | SOCAN Classics Award per oltre 100.000 passaggi radio in Canada | It's Only Love                        | Vincitore/trice |
| 2007 | SOCAN Awards | SOCAN Classics Award per oltre 100.000 passaggi radio in Canada | This Time                             | Vincitore/trice |
| 2007 | SOCAN Awards | SOCAN Classics Award per oltre 100.000 passaggi radio in Canada | Cuts Like a Knife                     | Vincitore/trice |
| 2017 | SOCAN Awards | SOCAN Classics Award per oltre 100.000 passaggi radio in Canada | Have You Ever Really Loved a Woman?   | Vincitore/trice |
| 2017 | SOCAN Awards | SOCAN Classics Award per oltre 100.000 passaggi radio in Canada | Edge of a Dream                       | Vincitore/trice |
| 2017 | SOCAN Awards | SOCAN Classics Award per oltre 100.000 passaggi radio in Canada | When You're Gone                      | Vincitore/trice |
| 2017 | SOCAN Awards | SOCAN Classics Award per oltre 100.000 passaggi radio in Canada | Lonely Nights                         | Vincitore/trice |
| 2017 | SOCAN Awards | SOCAN Classics Award per oltre 100.000 passaggi radio in Canada | (Everything I Do) I Do It for You     | Vincitore/trice |
| 2017 | SOCAN Awards | SOCAN Classics Award per oltre 100.000 passaggi radio in Canada | Kids Wanna Rock                       | Vincitore/trice |
| 2017 | SOCAN Awards | SOCAN Classics Award per oltre 100.000 passaggi radio in Canada | Do I Have to Say the Words?           | Vincitore/trice |
| 2017 | SOCAN Awards | SOCAN Classics Award per oltre 100.000 passaggi radio in Canada | Heat of the Night                     | Vincitore/trice |
| 2017 | SOCAN Awards | SOCAN Classics Award per oltre 100.000 passaggi radio in Canada | Teacher Teacher                       | Vincitore/trice |
| 2017 | SOCAN Awards | Lifetime Achievement                                            | Bryan Adams e Jim Vallance            | Vincitore/trice |

Songwriters Hall of Fame
Il Songwriters Hall of Fame (SHOF) è un progetto della  National Academy of Popular Music (NAPM) che ha l'obiettivo di realizzare un museo dedicato ai più importanti autori di canzoni dell'industria musicale statunitense.
| Anno | Evento                   | Categoria              | Nomination  | Risultato   |
| ---- | ------------------------ | ---------------------- | ----------- | ----------- |
| 2017 | Songwriters Hall of Fame | Performing Songwriters | Bryan Adams | Candidato/a |
| 2023 | Songwriters Hall of Fame | Performing Songwriters | Bryan Adams | Candidato/a |
| 2024 | Songwriters Hall of Fame | Performing Songwriters | Bryan Adams | Candidato/a |
| 2025 | Songwriters Hall of Fame | Performing Songwriters | Bryan Adams | In attesa   |

World Music Awards
| Anno | Evento             | Categoria                                         | Nomination  | Risultato       |
| ---- | ------------------ | ------------------------------------------------- | ----------- | --------------- |
| 1993 | World Music Awards | Miglior artista discografico canadese per vendite | Bryan Adams | Vincitore/trice |
| 1994 | World Music Awards | Miglior artista discografico canadese per vendite | Bryan Adams | Vincitore/trice |

 World Soundtrack Academy 
| Anno | Evento                   | Categoria                             | Nomination             | Risultato   |
| ---- | ------------------------ | ------------------------------------- | ---------------------- | ----------- |
| 2002 | World Soundtrack Academy | Best Original Song Written for a Film | This Is Where I Belong | Candidato/a |
| 2002 | World Soundtrack Academy | Best Original Song Written for a Film | Here I Am              | Candidato/a |

## Premi fotografici
Golden Camera
La Golden Camera (Telecamera d'Oro) è un premio televisivo-cinematografico tedesco che viene assegnato annualmente dalla rivista televisiva HÖRZU dal 1965, per categorie non fisse.
| Anno | Evento        | Categoria                                  | Nomination  | Risultato       |
| ---- | ------------- | ------------------------------------------ | ----------- | --------------- |
| 2005 | Golden Camera | Best International Artist in der Kategorie | Bryan Adams | Vincitore/trice |

Lead Awards
| Anno | Evento      | Categoria                    | Nomination  | Risultato       |
| ---- | ----------- | ---------------------------- | ----------- | --------------- |
| 2006 | Lead Awards | Porträtfotografie des Jahres | Bryan Adams | Vincitore/trice |
| 2012 | Lead Awards | Modefotografie des Jahres    | Bryan Adams | Vincitore/trice |
| 2015 | Lead Awards | Porträtfotografie des Jahres | Bryan Adams | Vincitore/trice |

## Onorificenze
Canada's Walk of Fame 
| Anno | Nome        | Professione | Note |
| ---- | ----------- | ----------- | --- |
| 1998 | Bryan Adams | Musicista   | Vincitore di 1 Grammy Awards, candidato tre volte per gli Academy Awards per la migliore canzone. Adams non poté esserci nel 1998, perciò la premiazione ci fu nel 2008. |

 Canadian Music Hall of Fame 
| Anno | Nome        | Professione | Note |
| ---- | ----------- | ----------- | --- |
| 2006 | Bryan Adams | Musicista   | Quarant'anni dopo, Bryan Adams è una delle esportazioni rock più iconiche del Canada. L'ex monello dell'esercito è quasi impareggiabile nella storia della musica canadese e si è anche fatto un nome come acclamato fotografo e attivista in una carriera iniziata nel 1976. Chris Martin dei Coldplay introduce Bryan Adams nella Canadian Music Hall of Fame ai Juno Awards 2006 ad Halifax. |

 Allan Waters Humanitarian Award 
| Anno | Nome        | Professione | Note |
| ---- | ----------- | ----------- | --- |
| 2010 | Bryan Adams | Musicista   | L'accademia ha elogiato il cantante per essere socialmente consapevole e aver preso parte a iniziative di beneficenza sin dall'inizio della sua carriera, inclusa la partecipazione a concerti di Amnesty International, Live Aid e Live 8, l'annuale Prince's Trust Rock Gala nel Regno Unito ed eventi simili. Nel 1985, Adams ha co-scritto ed è stato tra i tanti cantanti che hanno registrato Tears Are Not Enough, il singolo di beneficenza canadese a sostegno della carestia etiope. Un passato attivista per Greenpeace e PETA, Adams è stato anche il primo grande artista occidentale ad esibirsi in Pakistan dopo gli attentati dell'11 settembre 2001. Il concerto di Adams a Karachi nel 2006 si è tenuto per raccogliere fondi per le vittime del massiccio terremoto del Kashmir del 2005 che ha devastato l'Asia meridionale e ha devastato la regione del Kashmir. Oltre alla sua musica, Adams ha anche fondato un'omonima fondazione che sostiene l'istruzione dei bambini e ha venduto le sue fotografie per raccogliere fondi per la ricerca sul cancro. |

 Hollywood Walk of Fame 
| Anno | Nome        | Professione | Note |
| ---- | ----------- | ----------- | --- |
| 2011 | Bryan Adams | Musicista   | Wayne Gretzky, icona della National Hockey League, introduce Bryan Adams alla cerimonia di premiazione della 2.435esima stella sulla Hollywood Walk of Fame nella Hollywood Boulevard a Los Angeles. |

 Canadian Songwriters Hall of Fame 
| Anno | Nome        | Professione | Note |
| ---- | ----------- | ----------- | --- |
| 2022 | Bryan Adams | Musicista   | Adams è classificato come uno dei musicisti di maggior successo al mondo di tutti i tempi ed è il nuovo membro della Canadian Songwriters Hall of Fame. È stato inserito anche il suo collega e amico di lunga collaborazione Jim Vallance. Ad introdurre Adams è stato David Foster presso la Massey Hall di Toronto. |

## Altri riconoscimenti
- 1985 - William Harold Moon Award

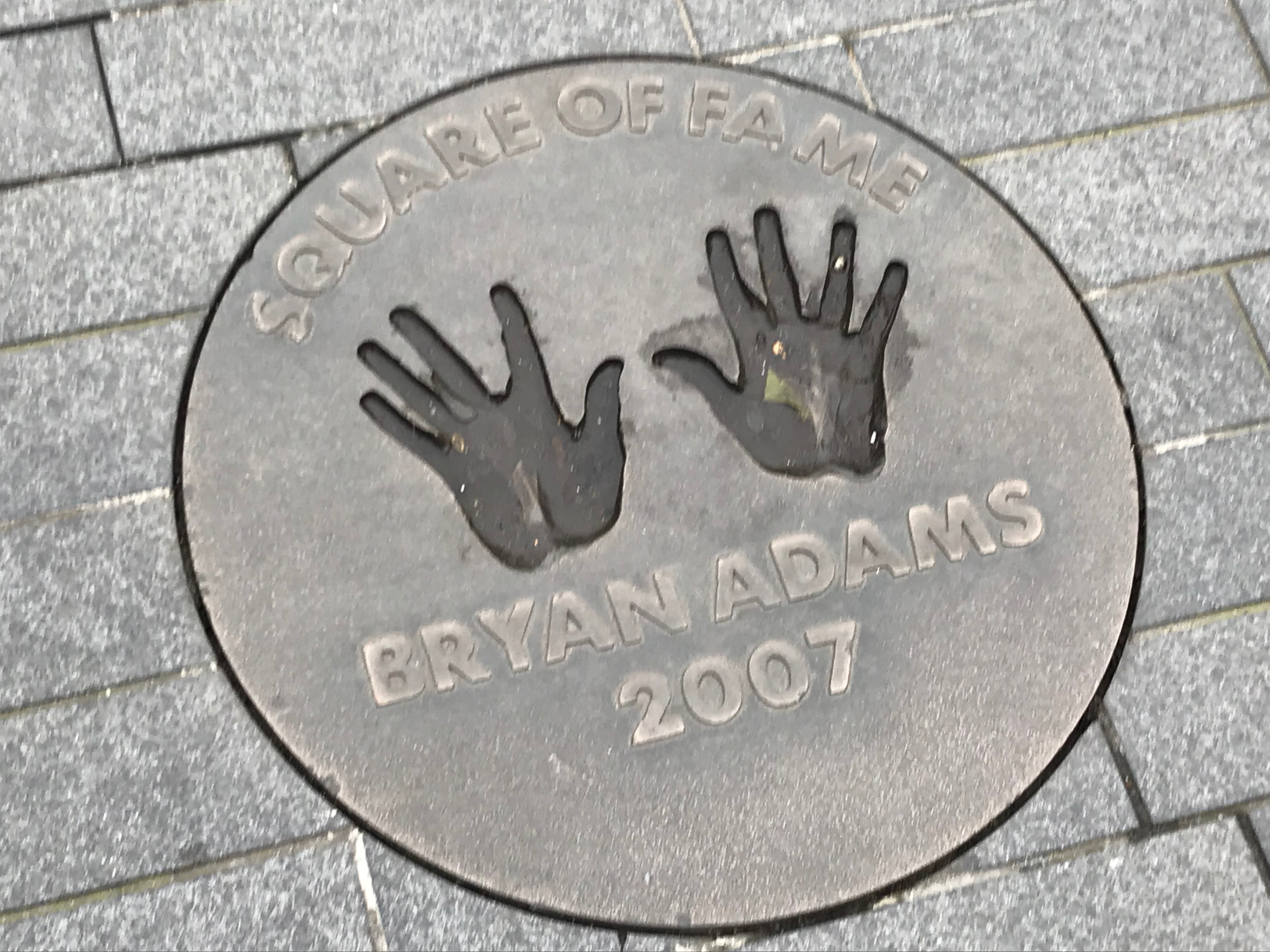
Le impronte delle mani di Adams presso la Wembley Square of Fame

- 1986 - Bob Geldof Humanitarian Award
- 1990 - Humanitarian Of The Year Award
- 1998 - Canadian Broadcast Hall of Fame[57]
- 2003 - Walk of Fame Europe [58]
- 2007 - Wembley Square of Fame[59]
- 2007 - Munich Olympic Walk of Stars[60][61]
- 2009 - Goldene Feder[62]
- 2010 - Governor General's Performing Arts Award for Lifetime Artistic Achievement[63]
- 2015 - Music Express Awards[15] - Best Male Vocalist[64]
- 2015 - GQ Men of the Year[65]
- 2017 - SOCAN Lifetime Achievement Award[66]

Il 9 febbraio 2005, ha ricevuto a Berlino il Golden Camera.
Nel mese di aprile 2006 è stato inserito nella Canadian Music Hall of Fame. ai Juno Awards del Canada. Nel 2007 è stato candidato per il suo quinto Golden Globe per la canzone Never Gonna Break My Faith facende parte della colonna sonora del film Bobby.
Il 10 maggio 2007 ottiene il riconoscimento Wembley Square of Fame in occasione del suo 25º concerto presso la Wembley Arena di Londra. Adams, il 17 marzo 2011, ha ricevuto la sua stella nella Hollywood Walk of Fame.
Il 13 gennaio 2010 ha ottenuto l'Allan Waters Humanitarian Award per aver preso parte a numerosi concerti e campagne di beneficenza.
Il 16 settembre 2015 a Londra, ha ricevuto la Honorary Fellowship dalla Royal Photographic Society.
Il 5 novembre 2015, ha ricevuto il "GQ Men of the Year" nella categoria "Musica Internazionale".
Il 24 settembre 2022 è stato inserito nella Canadian Songwriters Hall of Fame.
Il 7 novembre 2024 ha ricevuto il Bambi nella categoria "Legende".
Il 31 luglio 2025 è stato inserito nella Cracovia Walk of Fame.